# Aleh Tamaschewitsch
Aleh Tamaschewitsch (belarussisch Алег Тамашэвіч, international nach englischer Umschrift Aleh Tamashevich; * 31. Mai 2000) ist ein belarussischer Leichtathlet, der sich auf das Kugelstoßen spezialisiert hat.

## Karriere
Erste Erfahrungen bei internationalen Meisterschaften sammelte Aleh Tamaschewitsch im Jahr 2018, als er bei den U20-Weltmeisterschaften in Tampere mit einer Weite von 20,37 m den fünften Platz mit der 6-kg-Kugel belegte. Im Jahr darauf siegte er bei den U20-Europameisterschaften im schwedischen Borås mit 21,32 m. 2021 erreichte er bei den U23-Europameisterschaften in Tallinn mit 19,29 m den vierten Platz.
In den Jahren 2019 und 2020 wurde Tamaschewitsch belarussischer Hallenmeister im Kugelstoßen.